# Michail Petrovitj Bestuzjev-Rjumin
Michail Petrovitj Bestuzjev-Rjumin (ryska: Михаил Петрович Бестужев-Рюмин), född den 17 september (7 september g.s.) 1688, död den 8 mars (26 februari g.s.) 1760, var en rysk greve och diplomat, bror till Agrippina Volkonskaja och Aleksej Bestuzjev-Rjumin, och var Anna Bestuzjeva-Rjuminas andra make.
Bestuzjev-Rjumin blev 1720 rysk resident i London, men utvisades därifrån på grund av olämpligt uppträdande. Åren 1721–1725 var han sändebud i Stockholm. Här blandade han sig i de inrikespolitiska striderna, samverkade med det holsteinska partiet, utdelade mutor i stor omfattning och lyckades få ett stort inflytande över landets angelägenheter. 
Den svensk-ryska alliansen 1724 var hans verk. Däremot lyckades han inte få Karl Fredrik av Holstein-Gottorp vald till svensk tronarvinge, och efter en brytning med Bassewitz och andra av hertigens vänner blev han återkallad till Ryssland och ersatt av Nikolaj Golovin. År 1726 blev han minister i Warszawa, och därefter 1730 i Berlin. 
Åren 1732–1741 var han åter ambassadör i Stockholm, och spelade tidvis en stor roll och lyckades 1735 få det svensk-ryska förbundet förnyat. År 1739 anklagades han dock för att ha anstiftat mordet på Malcolm Sinclair, och därigenom blev hans redan förut undergrävda ställning ohållbar. 
Bestuzjev-Rjumins ansträngningar att hindra en öppen brytning mellan Sverige och Ryssland var i förväg dömda att misslyckas. År 1742 blev han greve och överhovmarskalk. År 1744 utnämndes han till ryskt sändebud vid polsk-sachsiska hovet, 1748 i Wien, 1752 åter i Dresden och 1756 i Paris, där han avled.